# Limbodessus rivulus
Limbodessus rivulus là một loài bọ cánh cứng trong họ Bọ nước. Loài này được Larson miêu tả khoa học năm 1994.